# Alticorpus mentale
Alticorpus mentale è una specie di Ciclidi haplochromini endemica del Malawi. Il suo habitat naturale sono i laghi d'acqua dolce.